# 嫉妒 (電視劇)
《嫉妒》（韓語：질투）是韓國文化廣播公司於1992年6月1日至1992年7月21日期間播放的月火劇。此劇是韓國藝人崔秀宗及已故韓國藝人崔真實的代表作之一。此劇在韓國播出後的平均收視率為56.1%。
本片于1993年由中央电视台电视剧频道引进，成为中国大陆第一部引进的韩剧，但收视率欠佳，并未引起广泛关注。

## 內容介紹
夏敬和英浩兩人是大學同學，大學四年級那年，夏敬對英浩暗生情愫，英浩亦對夏敬有所好感，但兩人互藏心底，在英浩尚未真正明白自己心意時，偶然的機會下認識了英愛並且與英愛展開了甜蜜的戀情，夏敬落寞的面對這樣的結果，但卻難抑心中對英浩的羨慕與嫉妒，三人微妙的關係就此展開...

## 演員

### 主要人物
- 崔秀宗 飾 李英浩
- 崔真實 飾 柳夏敬
- 李應敬 飾 韓英愛
- 金慧利 飾 裴蒂莉

### 其他人物
- 金昌淑 飾 鄭聖喜
- 李孝正 飾 閔尚勳
- 金相淳 飾 金天萬
- 金周榮
- 李美庚（朝鲜语：이미경 (배우)） 飾 金秀媛
- 孟床訓 飾 南宇濟
- 鄭明賢
- 金聖京
- 林正夏 飾 趙誠修
- 尹鐵形
- 金吉浩
- 金洪石
- 金煥教

## 外部連結
- 《嫉妒》韓國MBC官方網站 （页面存档备份，存于）
- 臺灣霹靂台灣台官方網站（繁體中文）

| 韓國 MBC 月火劇                           | 韓國 MBC 月火劇                           | 韓國 MBC 月火劇 |
| ----------------------------------------- | ----------------------------------------- | --------------- |
|                                           | 嫉妒 (1992年6月1日 - 1992年7月21日)       |                 |
| 憤怒的王國 (1992年4月6日 - 1992年5月26日) | 4天的戀愛 (1992年7月27日 - 1992年7月28日) |                 |